# Henry Hugh Higgins
Rev. Henry Hugh Higgins ( 1814 - 1893 ) fue un botánico, briólogo, clérigo, geólogo, y curador inglés.
Fue inspector de Escuelas Nacionales, de Liverpool, de 1842 a 1848. Desde 1853 a 1886, fue capellán del Asilo Rainhill, también de Liverpool.
Trabajó especialmente en las colecciones Ravenhead, compuestas sobre todo de flora del Carbonífero superior Langsettiano, peces y bivalvos y restos de insectos. El colector fue Liverpool Museum voluntarios reverendo Henry Higgins Hugh y la reunión se hizo desde un sitio de recolecta fue con la construcción del ferrocarril en 1870, donde se exponen dos vetas carboníferas conocidas como el Alto y el Bajo Ravenhead. La mayor parte de las colecciones, sobrevivió al bombardeo de mayo de 1941 que prácticamente destruyó al museo de Liverpool; mas por desgracia, todo el material de Ravenhead se perdió en el incendio.

## Algunas publicaciones
- 1882. The Turvey ammonite: a paper read before the Literary and Philosophical Society of Liverpool, October 16th, 1882. 8 pp.
- 1890. What is religion?.

### Libros
- 1858. ... Synopsis and list of British Hymenomycetes, arranged according to the epicrisis of M. Fries. Ed. H. Greenwood. 54 pp.
- 1858. The Fungi of Liverpool and its vicinity... Ed. H. Greenwood. 81 pp.
- 1859. ... Synopsis and list of British Gastromycetes. 122 pp.
- henry hugh Higgins, joseph Henry. 1872. On vitality. Annual report of the Board of Regents of the Smithsonian Institution. 388 pp.
- 1874. Synopsis of an arrangement of invertebrate animals in the Free public museum of Liverpool: with introduction. Issue 28 de Proceedings of the Literary & Philosophical Society of Liverpool. Ed. D. Marples. 104 pp. Reeditó General Books LLC, en 2010, 72 pp. ISBN 1153397269
- 1877. Notes by a field-naturalist in the western tropics: from a journal kept on board the Royal Mersey steam yacht "Argo". Ed. E. Howell. 205 pp. Reeditó BiblioLife, en 2010, 252 pp. ISBN 1146837682

## Honores
- Presidente del "Club de Campo del Naturalista de Liverpool", de 1861 a 1881

### Epónimos
Géneros
- (Rubiaceae) Higginsia Blume ex Pers.[3]

Especies
- (Apiaceae) Cymopterus higginsii S.L.Welsh[4]
- (Asteraceae) Erigeron higginsii S.L.Welsh[5]
- (Hydrophyllaceae) Phacelia higginsii N.D.Atwood[6]
- (Scrophulariaceae) Penstemon higginsii (Neese) N.H.Holmgren & N.D.Atwood[7]

- La abreviatura «Higgins» se emplea para indicar a Henry Hugh Higgins como autoridad en la descripción y clasificación científica de los vegetales.[8]